# Albérico Cordeiro da Silva
Albérico Cordeiro da Silva (Pilar, 28 de setembro de 1941 – Coruripe, 23 de abril de 2010) foi um jornalista e político brasileiro
Jornalista de formação, Albérico atuou no jornal Correio Braziliense, Jornal de Brasília, TV Brasília e Rede Manchete, além do Jornal de Alagoas e Gazeta de Alagoas e foi servidor público civil (trabalhou no Senado Federal). Na vida pública, foi diretor do Sindicato dos Jornalistas de Brasília e presidente da Associação dos Publicitários de Brasília.
Na política, seu último cargo foi o de prefeito da cidade de Palmeira dos Índios, eleito em 2000 e reeleito em 2004, pelo Partido Trabalhista Brasileiro (PTB). Também ocupou uma vaga na Assembleia Legislativa de Alagoas como deputado estadual em cinco mandatos.
Faleceu aos 68 anos de vida em decorrência de um acidente automobilístico próximo ao trevo da usina Guaxuma, na cidade de Coruripe.